# 郭洪岐
郭洪岐（1936年12月—），男，河北河间人，中华人民共和国政治人物，曾任河北省人民政府副省长，河北省政协副主席，第七届全国人大代表。